# Dents meerkat
Dents meerkat (Cercopithecus denti) is een apensoort uit het geslacht echte meerkatten (Cercopithecus). De wetenschappelijke naam van de soort werd voor het eerst geldig gepubliceerd door Thomas in 1907. Dents meerkat werd eerst beschouwd als ondersoort van Wolfs meerkat (Cercopithecus wolfi).

## Leefgebied
Dents meerkat komt voor in Congo-Kinshasa, Congo-Brazzaville, Rwanda, Oeganda en de Centraal Afrikaanse Republiek.